# Lycée Français de Riga
Lycée Français de Riga (lettiska: Rīgas Franču licejs) startades i september 1921 i Riga, Lettland. Marsels Etjēns Segrests, tidigare rector Lycée Marsels, var en av de första lärarna. Han lärde ut franska, lettiska och litteratur. Medhjälpare var Angelika Gailīte, historielärare.
År 1965 ändrades namnet till "Anri Barbisa Rigas 11:e sekundärskola". Den var då belägen vid 8 Meness-gatan, Riga.  År 1991 återinfördes ursprungsnamnet Lycée Français de Riga.

## Berömdheter
- Emils Delins, redaktör och lettisk generalkonsul, 1921–2004[1]
- Frank (Efrayim) Gordon, journalist och författare [2]